# Giovanni II di Trebisonda
Giovanni II Mega Comneno (in greco Ἰωάννης Μέγας Κομνηνός?, Iōannēs Megas Komnēnos; 1262 circa – Limnia, 16 agosto 1297) fu imperatore di Trebisonda dal giugno 1280 fino alla sua morte.
Era il figlio minore dell'imperatore Manuele I e della sua terza moglie, Irene Siricena, una nobile trapezuntina. Giovanni succedette al trono dopo che il fratello maggiore Giorgio fu tradito dai suoi arconti sulla montagna di Taurezion. Fu durante il suo regno che il titolo dei sovrani di Trebisonda cambiò; fino ad allora, essi rivendicavano il titolo tradizionale degli imperatori bizantini, "Imperatore e Autocrate dei Romani", ma da Giovanni II in poi lo cambiarono in "Imperatore e Autocrate di tutto l'Oriente, degli Iberi e delle Province Transmarine", sebbene l'Iberia fosse stata persa sotto il regno di Andronico I Gidos.
Giovanni è il primo sovrano di Trebisonda di cui conosciamo più di qualche episodio e accenno; ci sono abbastanza informazioni per comporre una narrazione collegata della prima parte del suo regno. La Cronaca di Michele Panareto, spesso sintetica e persino criptica, è relativamente completa per il regno di Giovanni e le fonti esterne aggiungono ulteriori dettagli al resoconto di Panareto. L'imperatore Giovanni II affrontò molte problematiche durante il suo governo, il che spiega in parte il suo matrimonio con la figlia dell'imperatore bizantino Michele VIII Paleologo.
Questa insicurezza può spiegare l'unico caso in cui due imperatori di Trebisonda compaiono sulle stesse monete: Giovanni e il figlio maggiore, Alessio. Accostandosi al figlio Alessio su queste monete, Giovanni potrebbe promuovere la scelta del suo successore.

## Biografia
Giovanni nacque attorno al 1262, figlio di Manuele I (regnante nel 1238-1263) e di sua moglie, Irene Siricena.
Il regno di Giovanni fu contraddistinto fin dall'inizio dall'instabilità. Salì al trono nel giugno del 1280, in seguito al tradimento e alla morte del fratello Giorgio (r. 1266-1280) da parte dei suoi stessi funzionari. Il suo primo atto registrato come imperatore fu nel 1281, quando ricevette un'ambasciata da Michele VIII Paleologo (r. 1259-1282) composta da Giorgio Acropolita e da un importante ecclesiastico di nome Xiphilinos; l'obiettivo di questa missione era quello di convincere Giovanni a smettere di usare il titolo di "Imperatore e Autocrate dei Romani".
Michele aveva conquistato il trono dell'Impero di Nicea con un colpo di stato contro il giovane erede Giovanni IV Lascaris circa 20 anni prima, poi aveva conquistato Costantinopoli dall'Impero latino, e sulla base di questo risultato Michele riteneva che solo lui avesse diritto ad usare questo titolo. Questo non era l'unico motivo per cui l'imperatore bizantino considerava Giovanni una minaccia: alcuni oppositori dell'adesione da parte di Michele dell'unione con la Chiesa occidentale vedevano in Giovanni un valido candidato ortodosso al trono imperiale. Michele considerava i membri di alto rango dell'aristocrazia bizantina che si rifiutavano di abbracciare l'unione come una minaccia per il suo regno, e questi venivano imprigionati, fustigati, accecati o uccisi.
Michele aveva ripetutamente chiesto ai predecessori di Giovanni di interrompere l'uso del titolo imperiale classico. Quando Acropolita e Xiphilinos gli proposero di chiedere la mano della figlia in cambio della rinuncia al titolo originario, Giovanni rifiutò l'offerta. Giovanni rispose che stava seguendo il precedente stabilito dai suoi predecessori e che la nobiltà di Trebisonda non gli avrebbe permesso di rinunciare al titolo tradizionale.
Una volta che gli Acropolite lasciò Trebisonda, Giovanni dovette affrontare una ribellione guidata da un certo Papadopoulos, che secondo Finlay ottenne il controllo della cittadella e imprigionò Giovanni. Finlay afferma che, pur non essendo "possibile stabilire la complicità di agenti bizantini in questo evento", ritiene probabile che essi abbiano avuto un ruolo nella vicenda. Come sottolinea Finlay, a prescindere dalle possibili macchinazioni di Michele, "non si può dubitare che essa [la rivolta] sia stata la causa di un grande cambiamento nelle opinioni dell'imperatore di Trebisonda e della sua corte".
Dopo la repressione della rivolta di Papadopoulos, giunse a Trebisonda una seconda ambasciata di Michele, composta da Demetrio Iatropulo, logothetes ton oikeiakon, e da un alto ecclesiastico, che propose nuovamente l'accordo. Questa volta Giovanni accettò il matrimonio, ma spiegò che era impossibile per lui rinunciare al titolo imperiale, che era stato portato dai suoi antenati. "Il titolo di Basileus, gli stivali di porpora, le vesti ricamate con le aquile e le prostrazioni dei potenti capi dell'aristocrazia erano cari all'orgoglio dei cittadini di Trebisonda e li legavano alla persona degli imperatori". Dopo le promesse di fedeltà da parte di Michele, Giovanni accettò il matrimonio. Tuttavia, una volta giunto a Costantinopoli, i suoi ospiti lo indussero, prima di entrare in città, a mettere da parte gli stivali di porpora e gli abiti imperiali per rispetto a Michele Paleologo, nonostante il futuro suocero fosse assente per una campagna contro i Turchi. In cambio di questa concessione, Michele conferì a Giovanni il titolo di despota. Michele morì prima che il matrimonio avesse luogo.
Mentre Giovanni era a Costantinopoli, Davide VI di Georgia, re d'Imerezia, assediò la capitale. Sebbene Re Davide non riuscì a conquistare la città, i georgiani occuparono diverse province. Giovanni partì per Trebisonda il 25 aprile 1282 con la sua nuova moglie, Eudocia Paleologa. Non molto tempo dopo il suo arrivo in patria, Giovanni dovette affrontare due nuove minacce al suo regno. La prima era rappresentata dal fratellastro Giorgio, che tornò a Trebisonda e tentò senza successo di impadronirsi del trono. Poi c'era la sorellastra Teodora, figlia di Manuele I dalla moglie Rusudan di Georgia, che pare lo abbia deposto nel 1284 per governare per un breve periodo prima di fare una "fuga improvvisa" (secondo le parole di Michele Panareto) da Trebisonda; Michel Kuršanskis ipotizza che possa essersi rifugiato a Tripoli. Giovanni fu restaurato sul trono non più tardi del 1285.
Panareto ci offre pochi dettagli sul resto del suo regno. Il suo resoconto del regno di Giovanni - che consta di tre paragrafi - si conclude con l'affermazione che "durante il suo regno i Turchi si impadronirono della Calia e lanciarono una grande invasione, cosicché tutti quei luoghi divennero disabitati".
Nel corso degli anni '90 del XIII secolo, fu lui a costruire la fortezza di Ünye, al confine occidentale del paese.
Giovanni morì a Limnia nel 1297. Giovanni Lazaropulo, nel suo Logos, afferma che quando gli succedette il figlio Alessio, la parte occidentale del suo regno era sottoposta a forti pressioni da parte degli "Agareni senza Dio" e all'Impero rimanevano solo Kerasous, parte della Chalybia, Oinaion e "le tredici città o fortezze di Limnia"; forse Giovanni stava guidando le sue forze contro il nemico quando morì. Il suo corpo fu trasportato nella sua capitale e inumato nella chiesa di Panagia Chrysokephalos (Vergine "dalle teste d'oro"). I ritratti di Giovanni e di sua moglie Eudocia erano visibili nella chiesa di San Gregorio di Nissa, prima della sua ricostruzione nel 1863. Questi ritratti si distinguevano per il fatto che le vesti di lui erano ornate dall'aquila a una testa, "l'emblema speciale dei Comneni di Trebisonda", mentre le vesti di lei portavano l'aquila a due teste di Bisanzio.

## Politica estera
Fu nell'ultima metà del regno di Giovanni che il suo Impero attirò l'attenzione dell'Occidente. Per la maggior parte del XIII secolo, Trebisonda non era stata oggetto di attenzione da parte dei leader occidentali: ad esempio, non aveva preso parte al Concilio di Lione del 1274. Le cose cambiarono nel 1290. Nel 1291 papa Niccolò IV scrisse due lettere in cui invitava Giovanni II a convertirsi al cattolicesimo, a partecipare a una nuova crociata per il recupero della Terra Santa e a essere l'inviato della cristianità presso i mongoli. L'anno successivo un'ambasciata inglese presso i Mongoli passò per Trebisonda; Anthony Bryer sottolinea che Giovanni non fece molto per loro, se non prestare loro "il suo cuoco di palazzo per mostrare come venivano cucinate le prelibatezze locali dell'Impero" Durante questo periodo, fu stabilita a Trebisonda una colonia genovese, forse già nel 1290, poiché l'ambasciata inglese registra l'incontro con un mercante genovese, Nicolò Doria, a Trebisonda; potrebbe essere stato il console genovese. Sempre nei primi anni di questo decennio è provato che i francescani stabilirono un convento a Trebisonda, che non solo servì come base per l'evangelizzazione dell'Anatolia, ma fornì frati per il servizio ai genovesi in quella città.

## Matrimonio e discendenza
Di Giovanni II si sa che ebbe due figli da Eudocia Paleologa:
- Alessio II, che gli succedette al trono
- Michele

## Ascendenza
|                           |   |         | Genitori               |  |  | Nonni |  |  | Bisnonni        |  |  | Trisnonni           |  |
|                           |   |         |                        |  |  |       |  |  | Manuele Comneno |  |  | Andronico I Comneno |  |
|                           |   |         |                        |  |  |       |  |  | Manuele Comneno |  |  | Andronico I Comneno |  |
|                           |   | …       |                        |  |  |       |  |  | Manuele Comneno |  |  |                     |  |
| Alessio I di Trebisonda   |   |         |                        |  |  |       |  |  | Manuele Comneno |  |  |                     |  |
|                           |   | Rusudan | Giorgio III di Georgia |  |  |       |  |  |                 |  |  |                     |  |
|                           |   | Rusudan | Giorgio III di Georgia |  |  |       |  |  |                 |  |  |                     |  |
|                           |   | Rusudan | Burdukhan d'Alania     |  |  |       |  |  |                 |  |  |                     |  |
| Manuele I di Trebisonda   |   | Rusudan |                        |  |  |       |  |  |                 |  |  |                     |  |
|                           |   | …       | …                      |  |  |       |  |  |                 |  |  |                     |  |
|                           |   | …       | …                      |  |  |       |  |  |                 |  |  |                     |  |
|                           |   | …       | …                      |  |  |       |  |  |                 |  |  |                     |  |
| Teodora Axuchina          |   | …       |                        |  |  |       |  |  |                 |  |  |                     |  |
|                           |   | …       | …                      |  |  |       |  |  |                 |  |  |                     |  |
|                           |   | …       | …                      |  |  |       |  |  |                 |  |  |                     |  |
|                           |   | …       | …                      |  |  |       |  |  |                 |  |  |                     |  |
| Giovanni II di Trebisonda |   | …       |                        |  |  |       |  |  |                 |  |  |                     |  |
|                           | … | …       |                        |  |  |       |  |  |                 |  |  |                     |  |
|                           | … | …       |                        |  |  |       |  |  |                 |  |  |                     |  |
|                           | … | …       |                        |  |  |       |  |  |                 |  |  |                     |  |
| …                         | … |         |                        |  |  |       |  |  |                 |  |  |                     |  |
|                           |   | …       | …                      |  |  |       |  |  |                 |  |  |                     |  |
|                           |   | …       | …                      |  |  |       |  |  |                 |  |  |                     |  |
|                           |   | …       | …                      |  |  |       |  |  |                 |  |  |                     |  |
| Irene Siricena            |   | …       |                        |  |  |       |  |  |                 |  |  |                     |  |
|                           |   | …       | …                      |  |  |       |  |  |                 |  |  |                     |  |
|                           |   | …       | …                      |  |  |       |  |  |                 |  |  |                     |  |
|                           |   | …       | …                      |  |  |       |  |  |                 |  |  |                     |  |
| …                         |   | …       |                        |  |  |       |  |  |                 |  |  |                     |  |
|                           |   | …       | …                      |  |  |       |  |  |                 |  |  |                     |  |
|                           |   | …       | …                      |  |  |       |  |  |                 |  |  |                     |  |
|                           |   | …       | …                      |  |  |       |  |  |                 |  |  |                     |  |
|                           |   | …       |                        |  |  |       |  |  |                 |  |  |                     |  |